# Comuna Climăuții de Jos, Șoldănești
Comuna Climăuții de Jos este o comună din raionul Șoldănești, Republica Moldova. Este formată din satele Climăuții de Jos (sat-reședință) și Cot.

## Demografie
Conform datelor recensământului din 2014, comuna are o populație de 1.239 de locuitori. La recensământul din 2004 erau 1.467 de locuitori.

## Administrație și politică
Componența Consiliului local Climăuții de Jos (9 consilieri), ales la 5 noiembrie 2023, este următoarea:
|  | Partid                                       | Consilieri | Componență | Componență | Componență | Componență |
|  | -------------------------------------------- | ---------- | ---------- | ---------- | ---------- | ---------- |
|  | Partidul Acțiune și Solidaritate             | 4          |            |            |            |            |
|  | Partidul Social Democrat European            | 2          |            |            |            |            |
|  | Partidul Nostru                              | 2          |            |            |            |            |
|  | Partidul Socialiștilor din Republica Moldova | 1          |            |            |            |            |